# Again (videojuego)
Again: Interactive Crime Novel (o simplemente Again), conocida en Japón como Again: FBI Chōshinri Sōsakan (AGAIN　FBI超心理捜査官 Otra vez: Investigador parapsicológico del FBI?), es un videojuego de aventuras desarrollado por Cing y publicado por Tecmo para Nintendo DS. Fue lanzado en Japón el 10 de diciembre de 2009 y en América del Norte el 2 de abril de 2010. Originalmente se tituló Again: Eye of Providence. Fue el último juego desarrollado por la compañía que se lanzó en América del Norte. 

## Trama
Una serie de asesinatos en serie de hace 19 años han comenzado "de nuevo". El jugador toma el papel de J, un agente del FBI y único sobreviviente de los asesinatos. J tiene una habilidad especial llamada "visión del pasado" para resolver acertijos, que utiliza mientras investiga los asesinatos cometidos por el asesino en serie conocido solo como "Providence". 

## Jugabilidad
El juego se presenta en escenas de FMV. La consola se debe sostener verticalmente, utilizando dos pantallas para las visiones. Los entornos se exploran en primera persona, con el jugador moviéndose con el panel de control. El jugador puede usar las habilidades psíquicas de J para ver el pasado, lo que le permite investigar las escenas del crimen tal como sucedieron. El jugador puede inspeccionar elementos e interactuar con el entorno usando la pantalla táctil, y puede ver visiones del pasado manipulando el área para que se vea como se veía cuando se cometió el crimen. Después de que se hayan encontrado todas las visiones en un área, el jugador recibirá una serie de clips que están fuera de orden. Poner los clips en orden revela un breve video donde se muestra el asesinato. J tiene un "medidor de salud psíquica" que se agota si los jugadores usan sus habilidades en áreas irrelevantes para el caso. Si se gasta completamente el medidor, el jugador se ve forzado a reiniciar la investigación. J también puede entrevistar a testigos para obtener información adicional a través de un sistema de diálogo ramificado.

## Recepción
El juego recibió críticas "mixtas" según el sitio web de agregación de revisiones Metacritic.  Los críticos elogiaron el concepto, el estilo artístico del FMV y los controles, pero criticaron el "medidor de salud psíquica", la mecánica, el sentido de dirección, el sistema de diálogo y el final. 
Escribiendo para Eurogamer, John Walker hizo una crítica, diciendo: "Es un juego que le pide al jugador que piense más profundamente, o al menos exige que uno sea un poco pretencioso cuando lo discute. Pero tristemente, también es basura." Al escribir para Game Informer, Annette González calificó el juego como "bien aburrido" y criticó los gráficos. Escribiendo para IGN, Arthur Gies fue más fuerte con el juego, llamándolo "lleno de malos clichés de juegos de aventuras" e "increíblemente repetitivo". En una revisión para GameSpot, Nathan Meunier criticó la progresión de la trama del juego, calificándolo de "incómodo y torpe", pero alabó el estilo artístico del FMV, diciendo que "[hizo] que el [juego] se destaque en el buen sentido". En Japón, Famitsu le otorgó una puntuación de un ocho, dos sietes y un ocho, para un total de 30 de 40.  Randy Nelson de Nintendo Power elogió la mecánica del juego que recrea crímenes pasados por traer "un nuevo giro" al hardware del DS, pero sintió que no había suficiente innovación. Nelson concluyó diciendo que Again era: "un caso fácil para solucionadores de crímenes principiantes con gusto por lo inusual."